# Groveland (Massachusetts)
Groveland és una població dels Estats Units a l'estat de Massachusetts. Segons el cens del 2000 tenia 6.038 habitants.

## Demografia
Segons el cens del 2000, Groveland tenia 6.038 habitants, 2.058 habitatges, i 1.706 famílies. La densitat de població era de 260,8 habitants/km².
Dels 2.058 habitatges en un 43,5% hi vivien nens de menys de 18 anys, en un 72,4% hi vivien parelles casades, en un 8% dones solteres, i en un 17,1% no eren unitats familiars. En el 14% dels habitatges hi vivien persones soles el 6,4% de les quals corresponia a persones de 65 anys o més que vivien soles. El nombre mitjà de persones vivint en cada habitatge era de 2,93 i el nombre mitjà de persones que vivien en cada família era de 3,26.
Per edats la població es repartia de la següent manera: un 29,6% tenia menys de 18 anys, un 5% entre 18 i 24, un 31% entre 25 i 44, un 24,1% de 45 a 60 i un 10,3% 65 anys o més.
L'edat mediana era de 38 anys. Per cada 100 dones de 18 o més anys hi havia 92,7 homes.
La renda mediana per habitatge era de 69.167 $ i la renda mediana per família de 73.996$. Els homes tenien una renda mediana de 49.201 $ mentre que les dones 32.418$. La renda per capita de la població era de 25.430$. Entorn del 3% de les famílies i el 4,5% de la població estaven per davall del llindar de pobresa.